# عتق
مدينة عتق هي مركز محافظة شبوة اليمنية يبلغ تعداد سكانها 37315 نسمة حسب الإحصاء الذي جرى عام 2004.

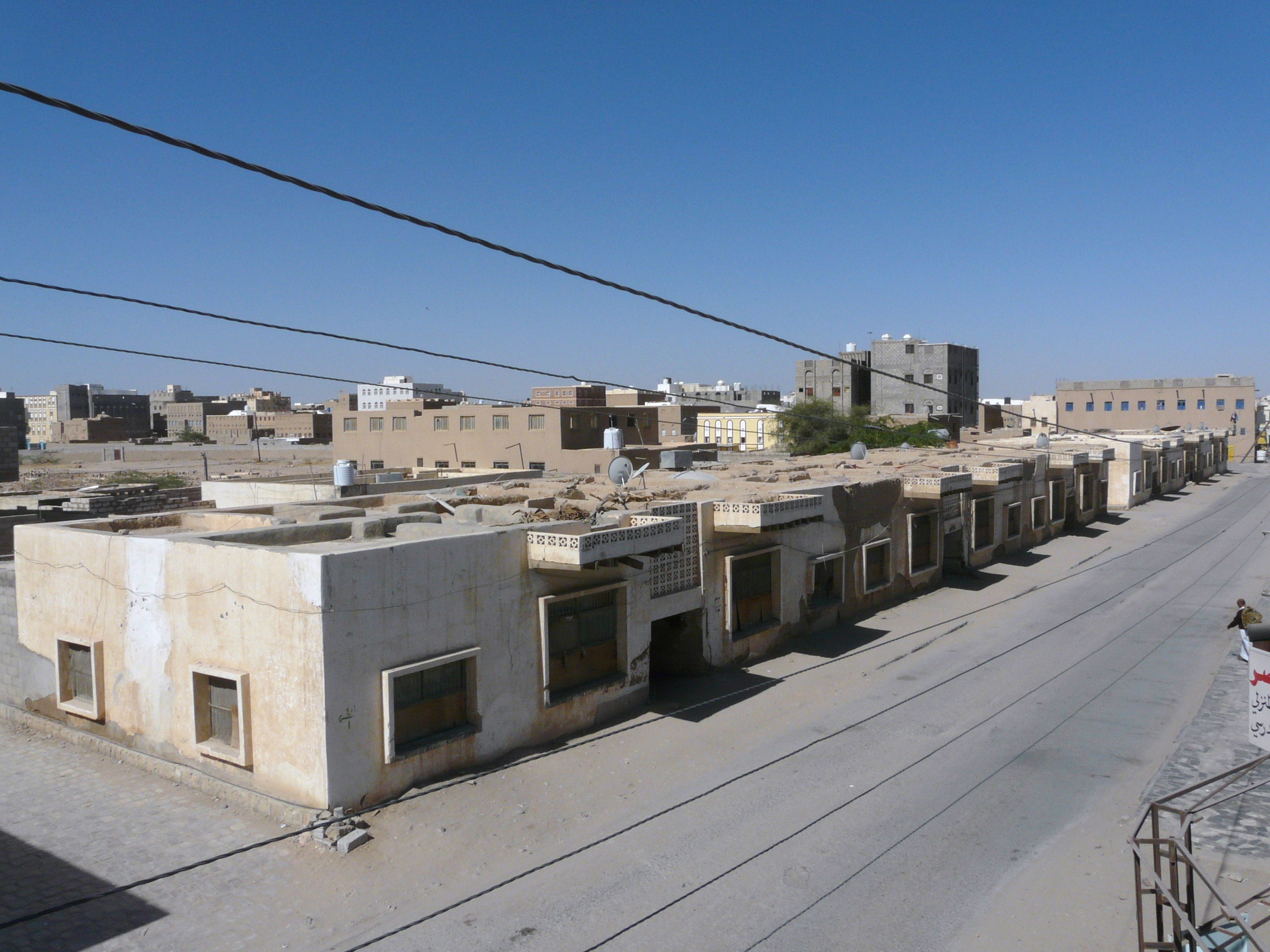
صورة لجزء من مدينة عتق، يظهر فيها مزيج من الطراز المعماري القديم والحديث.

## المناخ
يظهر الجدول التالي التغييرات المناخية على مدار السنة لعتق:
| البيانات المناخية لـعتق           | البيانات المناخية لـعتق | البيانات المناخية لـعتق | البيانات المناخية لـعتق | البيانات المناخية لـعتق | البيانات المناخية لـعتق | البيانات المناخية لـعتق | البيانات المناخية لـعتق | البيانات المناخية لـعتق | البيانات المناخية لـعتق | البيانات المناخية لـعتق | البيانات المناخية لـعتق | البيانات المناخية لـعتق | البيانات المناخية لـعتق |
| الشهر                             | يناير                   | فبراير                  | مارس                    | أبريل                   | مايو                    | يونيو                   | يوليو                   | أغسطس                   | سبتمبر                  | أكتوبر                  | نوفمبر                  | ديسمبر                  | المعدل السنوي           |
| --------------------------------- | ----------------------- | ----------------------- | ----------------------- | ----------------------- | ----------------------- | ----------------------- | ----------------------- | ----------------------- | ----------------------- | ----------------------- | ----------------------- | ----------------------- | ----------------------- |
| متوسط درجة الحرارة الكبرى °م (°ف) | 23.0 (73.4)             | 23.7 (74.7)             | 25.4 (77.7)             | 27.0 (80.6)             | 29.3 (84.7)             | 31.0 (87.8)             | 30.2 (86.4)             | 29.3 (84.7)             | 28.3 (82.9)             | 26.7 (80.1)             | 24.3 (75.7)             | 23.4 (74.1)             | 26.8 (80.2)             |
| المتوسط اليومي °م (°ف)            | 16.6 (61.9)             | 17.6 (63.7)             | 19.6 (67.3)             | 21.3 (70.3)             | 23.5 (74.3)             | 24.9 (76.8)             | 25.0 (77.0)             | 24.1 (75.4)             | 22.9 (73.2)             | 20.2 (68.4)             | 17.9 (64.2)             | 17.1 (62.8)             | 20.9 (69.6)             |
| متوسط درجة الحرارة الصغرى °م (°ف) | 10.3 (50.5)             | 11.6 (52.9)             | 13.8 (56.8)             | 15.7 (60.3)             | 17.7 (63.9)             | 18.9 (66.0)             | 19.9 (67.8)             | 18.9 (66.0)             | 17.6 (63.7)             | 13.7 (56.7)             | 11.5 (52.7)             | 10.9 (51.6)             | 15.0 (59.1)             |
| الهطول مم (إنش)                   | 4 (0.2)                 | 4 (0.2)                 | 8 (0.3)                 | 11 (0.4)                | 8 (0.3)                 | 1 (0.0)                 | 13 (0.5)                | 23 (0.9)                | 9 (0.4)                 | 1 (0.0)                 | 1 (0.0)                 | 2 (0.1)                 | 85 (3.3)                |
| المصدر: Climate-Data.org          |                         |                         |                         |                         |                         |                         |                         |                         |                         |                         |                         |                         |                         |